# سمفونی شماره ۳۸ (موتسارت)
سمفونی شماره ۳۸ اثر ولفگانگ آمادئوس موتسارت در ر ماژور (ک. ۵۰۴)، در اواخر سال ۱۷۸۶ میلادی نوشته شد. هنگام اتمام این اثر، موتسارت در پراگ به سر می‌برد و به دلیل اینکه اولین اجرای آن نیز در این شهر بود، نام «پراگ» را به آن دادند. امضای موتسارت در پارتیتور اصلی تاریخ ۶ دسامبر ۱۷۸۶ را به عنوان تاریخ اتمام نشان می‌دهد. اثرات دیگر نوشته شده توسط او در این بازه زمانی، شامل تریو پیانو در سی بمل ماژور (ک. ۵۰۲)، کنسرتو پیانو شماره ۲۵ در دو ماژور (ک. ۵۰۳) و روندو برای سوپرانو و ارکستر (ک. ۵۰۵) می‌شوند.

## تاریخچه و ارتباط با شهر پراگ
با اینکه محبوبیت موتسارت در وین شکننده بود ولی در دیگر بخش‌های اروپا او را می‌پرستیدند به همین دلیل هر چند اجرای قطعه در پراگ بوده ولی نمی‌توان با قطعیت بیان کرد که این سمفونی برای پراگ نوشته شده‌است. از نامه‌ها برداشت می‌شود که موتسارت برای اجرای اپرای عروسی فیگارو در ماه نوامبر به پراگ دعوت شده بود ولی در نسخه‌های باقی مانده رسانه‌های آن زمان هیچ خبری از موفقیت یا حتی اجرای اپرا در ماه نوامبر یافت نمی‌شود و اولین خبر مربوط به ۱۱ دسامبر، یعنی ۵ روز بعد از اتمام سمفونی است؛ بنابراین ممکن است در طول زمان تمرین برای اجرای اپرا (از ابتدای نوامبر تا اجرای قطعه در دسامبر) موتسارت مشغول اتمام این اثر بوده باشد. شاید وی قصد داشت آنرا همراه با «کنسرتو پیانو شماره ۲۵» در وین اجرا کند اما آنچه می‌توان با قطعیت بیان کرد اینست که سمفونی ابتدا در پراگ اجرا شد. البته گزینش خاص سازها نیز این باور را به وجود می‌آورد که سمفونی برای سازگاری با فرهنگ پراگ نوشته شده‌است. برای مثال قسمت سازهای بادی سنگینِ این سمفونی هماهنگ با مهارت فوق العادهٔ نوازندگان پراگ است که موتسارت موفقیت اپراهای "عروسی فیگارو " و «دزدی از حرم سرا» را نیز تا حدی مرهون آنها می‌باشد. این قسمت سنگین می‌تواند نتیجۀ پیشرفت چشمگیر موتزارت در ارکستراسیون (در سایه ۲ سال گذشته که مشغول به نوشتن تعداد زیادی کنسرتو پیانو بود) نیز بوده باشد. در هر حال، تفاوت سمفونی پراگ با سمفونی‌های پیشین انکار ناپذیر است.

## سبک و عناصر
فرم آن نیز تا حدی متفاوت است. سمفونی‌های آغازین سده ۱۸ در سه موومان بودند. بعدها یک بخش منوئه نیز به آنها اضافه شد تا فرم (تند، آهسته، منوئه، تند) به خود بگیرند. سمفونی پراگ به شکل عجیبی (حتی برای خود آهنگساز) فاقد منوئه است و شاید تنها اثری است که در این فرم می‌توان از آهنگسازان وین در اواخر سال ۱۷۸۰ سراغ گرفت.
دنیل فریمن (Daniel E. Freeman) خاطر نشان می‌کند که تنها آهنگساز پراگ که با موتزارت رابطه نزدیکی داشت «جوزف مایلیوچک» (Josef Mysliveček) بوده‌است که سمفونی‌های خود را در سه موومان می‌نوشته که این حقیقت باعث تقویت این فرضیه می‌شود که موتزارت سمفونی پراگ را به‌طور عامه پسند برای مردم پراگ نوشته‌است.
سمفونی پراگ برای ۲ فلوت، ۲ ابوا، ۲ فاگوت، ۲ هورن، ۲ ترومپت، تیمپانی و سازهای زهی نوشته شده‌است. 
Audio playback is not supported in your browser. You can download the audio file.
هر سه موومان سمفونی در فرم سونات هستند.
1. آداجیو – آلگرو، 4
4
2. آندانته در سل ماژور، 6
8
3. فیناله (پِرِستو)، 2
4

- موومان اول با طولانی‌ترین آداجیوی موتسارت در ابتدای قطعات ماژور خویش آغاز می‌شود (او این کار را فقط در دو سمفونی دیگر یعنی شماره ۳۶ و ۳۹ تکرار کرده‌است) و با یک آلگروی نسبتاً سریع ادامه می‌یابد. این موومان از لحاظ دست به دست شدن تم اصلی بین ویولون‌های ۱ و ۲ شبیه اپرای «دون ژوانی» است.
- موومان دوم یک آندانته معمول در سبک موتسارت است.
- موومان سوم یک پِرِستوی جاندار و شاداب است که فلوت را در حد اعلای آن به کار می‌گیرد. البته این موومان تا حدی مغایر با حالت معمول موتسارت و کمی شبیه به سمفونی‌های بتهوون است. هر دو موومانِ سریع (اول و سوم)، دارای تکرار هستند و در نتیجه اجرای معمول آن حدود ۳۰ دقیقه به طول می‌انجامد.